# Seznam kulturních památek v Jablonci nad Jizerou
Tento seznam nemovitých kulturních památek ve městě Jablonec nad Jizerou v okrese Semily vychází z  Ústředního seznamu kulturních památek ČR, který na základě zákona č. 20/1987 Sb., o státní památkové péči, vede Národní památkový ústav jako ústřední organizace státní památkové péče. Údaje jsou průběžně upřesňovány, přesto mohou obsahovat i řadu věcných a formálních chyb a nepřesností či být neaktuální. 
Pokud byly některé části dotčeného území vyčleněny do samostatných seznamů, měly by být odkazy na tyto dílčí seznamy uvedeny v úvodu tohoto seznamu nebo v úvodu příslušné sekce seznamu.

## Jablonec nad Jizerou
|  | Kategorie „Church of Saint Procopius (Jablonec nad Jizerou) “ na Wikimedia Commons | Hledat fotografie a kategorie ve Wikimedia Commons podle rejstříkového čísla památky | Nahrát snímek k tomuto tématu do úložiště Wikimedia Commons |  |

|  | Kategorie „Rectory (Jablonec nad Jizerou)‎ “ na Wikimedia Commons | Hledat fotografie a kategorie ve Wikimedia Commons podle rejstříkového čísla památky | Nahrát snímek k tomuto tématu do úložiště Wikimedia Commons |  |

|  | Kategorie „Jablonec nad Jizerou 240 “ na Wikimedia Commons | Hledat fotografie a kategorie ve Wikimedia Commons podle rejstříkového čísla památky | Nahrát snímek k tomuto tématu do úložiště Wikimedia Commons |  |

|  | Kategorie „Jablonec nad Jizerou 289 “ na Wikimedia Commons | Hledat fotografie a kategorie ve Wikimedia Commons podle rejstříkového čísla památky | Nahrát snímek k tomuto tématu do úložiště Wikimedia Commons |  |

|  | Kategorie „Jablonec nad Jizerou 315 “ na Wikimedia Commons | Hledat fotografie a kategorie ve Wikimedia Commons podle rejstříkového čísla památky | Nahrát snímek k tomuto tématu do úložiště Wikimedia Commons |  |

|  | Kategorie „Jablonec nad Jizerou 396 “ na Wikimedia Commons | Hledat fotografie a kategorie ve Wikimedia Commons podle rejstříkového čísla památky | Nahrát snímek k tomuto tématu do úložiště Wikimedia Commons |  |

|  | Kategorie „Jablonec nad Jizerou 413 “ na Wikimedia Commons | Hledat fotografie a kategorie ve Wikimedia Commons podle rejstříkového čísla památky | Nahrát snímek k tomuto tématu do úložiště Wikimedia Commons |  |

## Buřany
| Památka                  | Fotografie                                     | Rejstříkové číslo v ÚSKP                                                             | Sídelní útvar                                               | Poloha                                           | Popis a poznámky                                                  |
| ------------------------ | ---------------------------------------------- | ------------------------------------------------------------------------------------ | ----------------------------------------------------------- | ------------------------------------------------ | ----------------------------------------------------------------- |
| Janatův mlýn (Q33244487) | \| \| \| \| \| \|                              | 26432/6-2571 Pam. katalog MIS                                                        | Buřany                                                      | Buřany 37 50°42′28,04″ s. š., 15°27′26,96″ v. d. | Vodní mlýn Janatův · Zapsáno do státního seznamu před rokem 1988. |
|                          | Kategorie „Janatův mlýn “ na Wikimedia Commons | Hledat fotografie a kategorie ve Wikimedia Commons podle rejstříkového čísla památky | Nahrát snímek k tomuto tématu do úložiště Wikimedia Commons |                                                  |                                                                   |

## Dolní Tříč
| Památka                                    | Fotografie        | Rejstříkové číslo v ÚSKP                                                             | Sídelní útvar                                               | Poloha                                             | Popis a poznámky                                             |
| ------------------------------------------ | ----------------- | ------------------------------------------------------------------------------------ | ----------------------------------------------------------- | -------------------------------------------------- | ------------------------------------------------------------ |
| Socha svatého Jana Nepomuckého (Q37178270) | \| \| \| \| \| \| | 51170/6-6209 Pam. katalog MIS                                                        | Dolní Tříč                                                  | při čp. 623 50°41′23,89″ s. š., 15°26′15,82″ v. d. | Socha sv. Jan Nepomucký Památkově chráněno od 4. října 2001. |
|                                            |                   | Hledat fotografie a kategorie ve Wikimedia Commons podle rejstříkového čísla památky | Nahrát snímek k tomuto tématu do úložiště Wikimedia Commons |                                                    |                                                              |

## Končiny
| Památka              | Fotografie                                                                        | Rejstříkové číslo v ÚSKP                                                             | Sídelní útvar                                               | Poloha                                            | Popis a poznámky                                        |
| -------------------- | --------------------------------------------------------------------------------- | ------------------------------------------------------------------------------------ | ----------------------------------------------------------- | ------------------------------------------------- | ------------------------------------------------------- |
| Krucifix (Q37425508) | \| \| \| \| \| \|                                                                 | 24030/6-2573 Pam. katalog MIS                                                        | Končiny                                                     | při čp. 56 50°42′50,94″ s. š., 15°26′53,85″ v. d. | Krucifix · Zapsáno do státního seznamu před rokem 1988. |
|                      | Kategorie „Wayside cross in Končiny (Jablonec nad Jizerou) “ na Wikimedia Commons | Hledat fotografie a kategorie ve Wikimedia Commons podle rejstříkového čísla památky | Nahrát snímek k tomuto tématu do úložiště Wikimedia Commons |                                                   |                                                         |